# 徐瑤 (成化進士)
徐瑤（1460年—？），字文舟，浙江嘉興府嘉興縣人，民籍，明朝政治人物。

## 生平
成化十九年（1483年）癸卯科浙江鄉試第二十三名舉人。成化二十三年（1487年）中式丁未科會試第五十一名，三甲第二百三十六名進士。

## 家族
曾祖徐誠；祖父徐敏；父徐潮，母沈氏。重庆下。兄徐瓊。